# Zaouïa de Bounouh
La Zaouïa de Bounouh ou Zaouïa de Sidi M'hamed Bou Qobrine est un édifice religieux situé à Bounouh dans la wilaya de Tizi Ouzou en Algérie honorant la mémoire du saint patron de la région, Sidi M'hamed Bou Qobrine plus connu sous le nom de Sidi M'hamed ben Abderahmane al-Azhari. Elle fait partie des Zaouïas en Algérie affiliées à la confrérie Rahmaniya sous la tutelle du Ministère des Affaires religieuses et des Wakfs et de la Référence religieuse algérienne.

## Construction
Après trente ans d’absence de la Kabylie, le théologien Sidi M'hamed Bou Qobrine est revenu chez lui en 1768.
Il s’installe d’abord dans son village des Aït-Smail à Bounouh où il fonde la Zaouïa de Bounouh.
Il décide par la suite de s’installer à Alger pour y fonder la zaouïa de Sidi M'hamed.
Il choisit de s’installer dans ce qui sera plus tard le quartier du Hamma, où il fonde sa grande deuxième zaouïa qui rayonnera sur toute l'Algérie.
Cette zaouïa de Sidi M'hamed, accueillant les pauvres, les orphelins et les étrangers, est aussi une université où de nombreuses sciences sont enseignées. Elle devient le lieu privilégié de la Khalwa de ceux qui viennent demander l'initiation.
Le cheikh aura pour disciples Sidi Abderrahmane Bacha tarzi El Qosantini qui propagera la tariqa dans le Constantinois et dans tout l'est du pays, Sidi Ibn Azzouz El Bordji, Sidi Ameziane El Haddad, chef spirituel de la révolte des Mokrani, Sidi Ahmed Tidjani fondateur de la tariqa Tidjaniya et bien d'autres.
Sa Tariqa Khalwatiya est devenu la Rahmaniya (ce qui donnera à la zaouïa Lalla Rahmaniya son nom), en référence à Abderrahmane, le nom de son père.
C’est ainsi que Sidi M’Hamed avait introduit la voie, la Tariqa Khalwatiya en Algérie. Il enseignera pendant environ 25 ans, jusqu’au jour où sentant sa santé décliner, il décide de rentrer chez lui, dans son village natal. C’est là-bas qu’il décède en 1793, à l’âge de 73 ans.

## Installations
La Zaouïa de Sidi M'hamed Bou Qobrine abrite actuellement plusieurs installations:
1. Une mosquée[11].
2. Des salles de classe[12].
3. Des dortoirs pour les Hafiz[13].
4. Des logements de fonction[14].
5. Une bibliothèque[15].
6. Plusieurs bureaux[16].
7. Une cantine[17].
8. Plusieurs chambres pour la résidence des visiteurs[18].
9. Mausolée de Sidi M'hamed Bou Qobrine[19].

## Chouyoukhs de la Zaouïa
| N° | Cheikh                   | Début | Fin  |
| -- | ------------------------ | ----- | ---- |
| 1  | Sidi M'hamed Bou Qobrine | 1770  | 1794 |
| 2  | Sidi Ali Ben Aïssa       | 1794  | 1823 |

## Personnalités
- Cheikh El Haddad
- Mehdi Seklaoui

## Sources
- Rachid Bourouiba, Les Inscriptions commémoratives des mosquées d’Algérie, Alger, Office des Publications Universitaires, 1984, 374 p. (OCLC 17604508), p. 81-86
- Rachid Bourouiba, L’Art religieux musulman en Algérie, Alger, S.N.E.D., 1983, 2e éd. (1re éd. 1973), 343 p. (OCLC 432350294)
- Rachid Bourouiba, Apports de l’Algérie à l’architecture religieuse arabo-islamique, Alger, OPNA, 1986, 358 p. (OCLC 21521189)
- Albert Devoulx, Les Édifices religieux de l'ancien Alger, Alger, Bastide, 1870, 270 p. (OCLC 490390051, lire en ligne) Extrait de la Revue africaine.
- Georges Marçais, L’Architecture musulmane d’occident, Tunisie, Algérie, Espagne et Sicile, Paris, Arts et Métiers Graphiques, 1954, 1080 (OCLC 253985764)